# Liberdade intelectual
Liberdade intelectual abrange a liberdade de manter, receber e disseminar ideias sem restrições. Vista como um componente integral de uma sociedade democrática, a liberdade intelectual protege o direito de um indivíduo de acessar, explorar, considerar e expressar ideias e informações como base para uma cidadania autônoma e bem informada. A liberdade intelectual compreende a base para as liberdades de expressão e imprensa e está relacionada às liberdades de informação e ao direito à privacidade.
As Nações Unidas defendem a liberdade intelectual como um direito humano básico através do artigo 19 da Declaração Universal dos Direitos Humanos, do qual afirma:
"Todo o indivíduo tem direito à liberdade de opinião e de expressão, o que implica o direito de não ser inquietado pelas suas opiniões e o de procurar, receber e difundir, sem consideração de fronteiras, informações e ideias por qualquer meio de expressão."
O conceito moderno de liberdade intelectual desenvolveu-se a partir de uma oposição à censura de livros. E é defendida e promovida por diversas profissões e movimentos, entre eles a biblioteconomia, a educação e o movimento do software livre .